# لهوتا (ناحیه پرروف)
لهوتا (به چکی: Lhota) یک منطقهٔ مسکونی در جمهوری چک است که در ناحیه پرروف واقع شده‌است. لهوتا ۳٫۲۳ کیلومتر مربع مساحت و ۳۳۶ نفر جمعیت دارد و ۳۴۰ متر بالاتر از سطح دریا واقع شده‌است.